# 特拉夸特瓦
特拉夸特瓦（葡萄牙語：Tracuateua），是巴西的城鎮，位於該國北部，由帕拉州負責管轄，始建於1997年1月1日，面積934.27平方公里，海拔高度20米，2010年人口27,455，人口密度每平方公里29.39人。